# Sérgio Reis
Pour les articles homonymes, voir Reis.
Sérgio Reis (né le 23 juin 1940 à São Paulo, dans l'État de São Paulo) est un chanteur, acteur et homme politique brésilien, affilié aux Républicains.

## Biographie

### Musique
Petit-fils d'immigrés italiens et portugais, Sérgio Bavini naît dans le quartier traditionnel de Santana, et fait partie de la Jovem Guarda dans les années 1960, enregistrant la chanson Coração de Papel en 1967. Il enregistre son premier album de musique country avec la chanson Menino da Gaita en 1972. Suivront les succès de Menino da Porteira, Adeus Mariana, Disco Voador, Panela Velha, Filho Adotivo, Pinga ni Mim et plusieurs autres chansons. Son album O Melhor, sorti en 1981, se vend à plus d'un million d'exemplaires. Le chanteur choisit d'adopter le nom de famille de sa mère parce qu'il ne pensait pas que le nom de famille de son père était adapté au domaine artistique.
Au début de sa carrière, Sérgio Reis vit un événement curieux : il se produit complètement nu lors d'un concert. Selon le chanteur lui-même, dans une interview accordée à Pedro Bial, « il s'agissait d'une fête fermée et les personnes présentes ne pouvaient pas entrer habillées. Il y avait des vieux en sous-vêtements de samba canção qui jouaient de la guitare, avec des chaussures noires et des chaussettes blanches. J'étais nu. Je devais entrer nu. C'était une fête avec 20 belles femmes. Mais j'y suis allé pour chanter, je n'y suis pas allé pour sortir avec quelqu'un ».
En 2002, Sérgio Reis rend hommage à Roberto Carlos avec l'album intitulé Nossas Canções, où il interprète des chansons enregistrées par Roberto Carlos, écrites par lui en partenariat avec Erasmo Carlos et par d'autres compositeurs. En 2003, Sérgio Reis enregistre son premier DVD, intitulé Sérgio Reis e Filhos - Violas e Violeiros.
En 2010, pour célébrer plus de 40 ans de partenariat, Sérgio Reis et Renato Teixeira sortent l'album live (CD et DVD) Amizade Sincera, qui rassemble des classiques de la musique country. Le 3 mars 2012, le chanteur fait une chute d'une hauteur d'environ deux mètres lors d'un concert dans la ville de Três Marias, dans le Minas Gerais, et reste à l'hôpital pour des examens plus approfondis. Le 20 novembre 2014, le chanteur reçoit le Latin Grammy du meilleur album de musique Sertaneja pour l'album Questão de Tempo. En 2015, il reçoit le Latin Grammy du meilleur album de sertanejo pour le CD/DVD Amizade Sincera II, en partenariat avec Renato Teixeira. 

### Politique

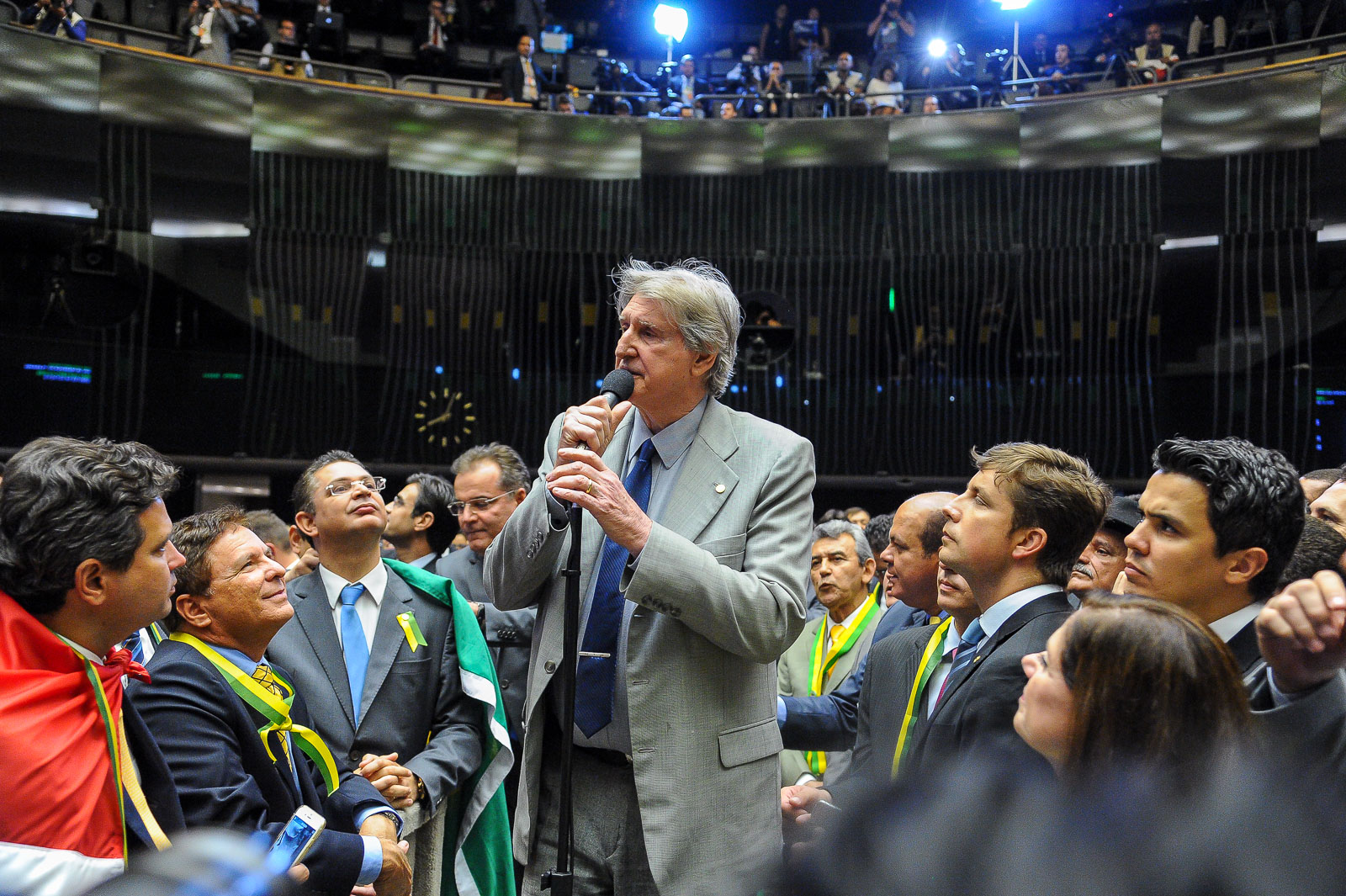
Sérgio Reis en 2019.

En 2010, affilié au Parti libéral de l'époque, il se présente au poste de député fédéral de Minas Gerais, mais se retire de la course. Lors des élections de 2014, il se présente au même poste, cette fois pour les Républicains (PRB) et pour l'État de São Paulo, et est élu avec 45 330 voix. Son mandat de quatre ans débute le 1er février 2015.
Au cours de ces années, il concilie sa carrière musicale et son travail parlementaire. À la Chambre des députés, il privilégie les projets et les discussions axés sur la santé et la sécurité sociale, en particulier les demandes des personnes âgées ou des retraités. Au cours de la troisième année de son mandat, il est le député qui reçoit le plus d'argent en amendements parlementaires, soit 8 406 533,39 BRL. Durant son mandat de député, Sérgio Reis n'utilise le micro qu'à quelques reprises et aucun de ses projets n'est approuvé. C'est à cette époque qu'il rencontre Jair Bolsonaro.
Le 17 avril 2016, Sérgio Reis vote pour autoriser le processus de destitution de la présidente Dilma Rousseff, lors du vote en séance plénière de la Chambre des députés. Cette session dure plus de neuf heures et est largement couverte en temps réel par les principaux médias brésiliens,. En août 2017, il vote en faveur du dossier demandant une enquête sur le président Michel Temer,. En raison de problèmes de santé en 2018, il ne se présente pas à la réélection.

## Discographie

### Albums studio
- 1967 : Coração de Papel
- 1969 : Anjo Triste
- 1973 : Sérgio Reis
- 1967 : João de Barro
- 1975 : Saudade da Minha Terra
- 1976 : Retrato do Meu Sertão
- 1977 : Relaciones Internacionales
- 1978 : Natureza
- 1979 : Sérgio Reis (réédité entre 1983 et 1988 et en 1991)
- 1981 : Boiadeiro Errante
- 1982 : O Melhor de Sérgio Reis
- 1982 : A Sanfona do Menino
- 1990 : Pantaneiro
- 1993 : Sérgio Rei
- 1994 : Ventos Uivantes
- 1996 : Marcando Estrada
- 1997 : Vida Violeira
- 1997 : Boiadeiro
- 1998 : Do Tamanho do Brasil
- 2000 : Sérgio Reis e Convidados
- 2000 : Sérgio Reis
- 2000 : Sérgio Reis 40 Anos de Estrada
- 2002 : Nossas Canções
- 2003 : Sérgio Reis e Filhos - Violas e Violeiros
- 2003 : O Divino Espírito do Sertão
- 2004 : Natal de Amor
- 2005 : Pra Toda Família
- 2006 : Tributo a Goiá
- 2008 : Coração Estradeiro
- 2009 : 50 Anos Cantando o Brasil
- 2010 : Amizade Sincera
- 2013 : Questão de Tempo
- 2015 : Amizade Sincera II

## Filmographie

### Télévision
- 1982 : Paraíso - Diogo
- 1988 : Fera Radical - lui-même
- 1990 : Pantanal - Tibério Cavalcante
- 1990 : A História de Ana Raio e Zé Trovão - lui-même
- 1996 : O Rei do Gado - José Bento de Souza (Zé Bento/Saracura)
- 1999 : Ô... Coitado! - Sr. Anônimo
- 2003 : Canavial de Paixões - lui-même
- 2004 : Meu Cunhado - Glauco
- 2006 : Bicho do Mato - Geraldo da Silva
- 2009 : Paraíso - Diogão
- 2022 : Pantanal - invité au mariage de Zé Leôncio et Filó[19]

### Cinéma
- 1976 : O Menino da Porteira - Diogo[20]
- 1978 : Mágoa de Boiadeiro - Diogo[21]
- 1983 : O Filho Adotivo - Diogo[22]

## Crédit d'auteurs
- (pt) Cet article est partiellement ou en totalité issu de l’article de Wikipédia en portugais intitulé « Sérgio Reis » (voir la liste des auteurs).